# Philodromus cufrae
Philodromus cufrae är en spindelart som beskrevs av Lodovico di Caporiacco 1936. Philodromus cufrae ingår i släktet Philodromus och familjen snabblöparspindlar.
Artens utbredningsområde är Libya. Inga underarter finns listade i Catalogue of Life.